# Бео південний
Бео південний (Gracula indica) — вид горобцеподібних птахів родини шпакових (Sturnidae). 

## Поширення
Вид поширений у південно-західній Індії (Західних Гатах) та Шрі-Ланці. Мешкає в тропічних і субтропічних сухих широколистяних лісах, горах, мангрових лісах і плантаціях.

## Опис
Тіло завдовжки 20 см. Оперення блискуче чорне. Ноги жовті, дзьоб яскраво-помаранчевий біля основи і жовтий на кінчику. Має білі плями на первинних махових. Як і інші види бео, має жовті плями на голові.

## Спосіб життя
Зазвичай трапляється високо в кронах, пересуваючись великими галасливими групами, на верхівках дерев на краю лісу. Як і більшість шпаків всеїдний, харчуючись фруктами, нектаром і комахами. Будує гніздо в дуплі дерева. У гнізді зазвичай два-три яйця.